# Aizawl
Aizawl (Englisch; Hindi: आइज़ोल, Āizol; Bengalisch: আইজল, Āijal, Aijal oder Aijol) ist die Hauptstadt des indischen Bundesstaates Mizoram. Sie ist Verwaltungssitz des gleichnamigen Distrikts, liegt in 1.100 Metern Höhe auf einem Bergrücken und hat ungefähr 290.000 Einwohner (Volkszählung 2011).
Aizawl ist Handelsplatz für die Stammesbevölkerung der umliegenden Berge und Täler. Aizawl hat einen Flughafen und ist von Kolkata und Imphal aus erreichbar. Aizawl beherbergt das Mizoram State Museum mit einer Sammlung über die Mizo-Kultur im Bundesstaat.